# کیوجیرو سایتو
کیوجیرو سایتو (انگلیسی: Kyujiro Saito؛ زادهٔ ۲۲ مهٔ ۱۹۴۷) ورزشکار رشته وزنه‌برداری اهل کشور ژاپن است. او در بازی‌های المپیک تابستانی ۱۹۷۲ به رقابت پرداخت.